# Instituto Físico-Técnico Ioffe
El Instituto Físico-Técnico Ioffe (abreviación Instituto Ioffe) es uno de los centros más grandes de ciencia e investigaciones en Rusia. El instituto fue fundado por Abram Ioffe en el año 1918. El instituto Ioffe se encuentra en San Petersburgo. El instituto es miembro de la Academia de Ciencias de Rusia.

## Historia
Se considera que el día de la fundación del instituto es el 29 de septiembre de 1918, cuando fue organizado el Departamento físico-técnico del Instituto Estatal de Radiología.
En el año 1922 todos los departamentos se convirtieron en institutos. En la base del Departamento físico-técnico encabezado por A.F. Ioffe fue organizado el Instituto Estatal Físico-Técnico de Radiología.

## Departamentos de Investigación
- Centro de Nano y Heteroestructuras
- Departamento de Electrónica de Estado Sólido
- Departamento de Física de Estado Sólido
- Departamento de Física de Plasma, Física Atómica y Astrofísica
- Departamento de Física de Semiconductores y Dieléctricos

## Científicos ligados al Ioffe
- Abram Ioffe
- Zhorés Alfiórov (Premio Nobel de Física 2000)
- Yákov Frénkel
- George Gamow
- Yuli Jaritón
- Piotr Kapitsa (Premio Nobel de Física 1978)
- Ígor Kurchátov
- Lev Landáu (Premio Nobel de Física 1962)
- Nikolái Semiónov (Premio Nobel de Química 1956)
- Erast Gliner